# Djakotomey
Djakotomey est une commune et une ville située dans le département du Couffo au sud ouest du Bénin.

## Situation géographique
Djakotomey est située à 138 km au Nord-Ouest de Cotonou, la capitale économique du pays. La commune fait partie de la zone géographiquement homogène du plateau Adja avec une altitude moyenne de 80 mètres.
| Aplahoué | Aplahoué   | Klouékanmè |
| Togo     | Djakotomey | Toviklin   |
| Togo     | Dogbo      | Dogbo      |

## Population
Lors du recensement de 2013 (RGPH-4), la commune comptait 134 028 habitants.

## Administration

### Subdivision en arrondissements

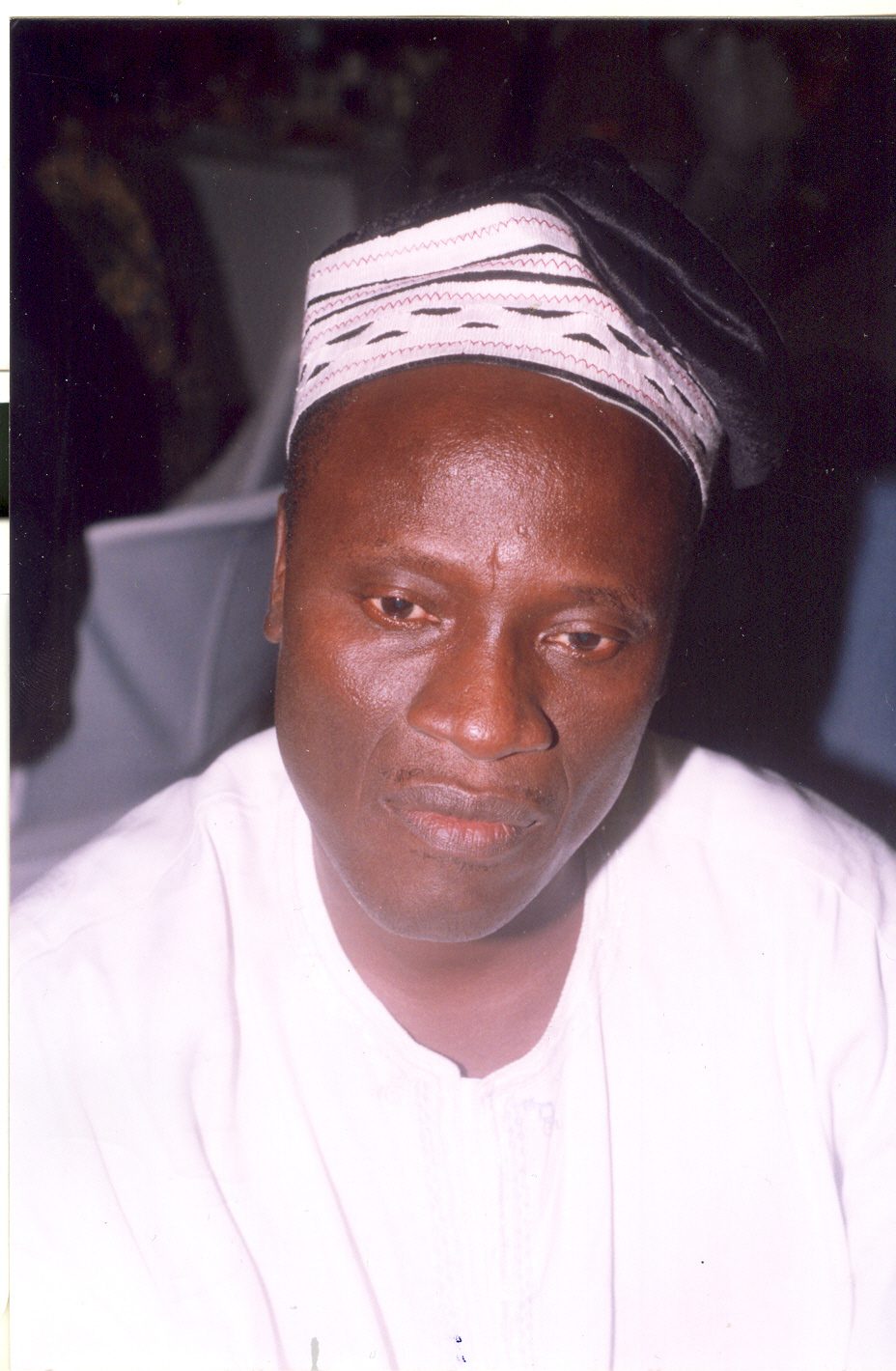
Daniel Kantchi, ancien maire de Djakotomey

La commune compte 10 arrondissements :
- Adjintimey
- Betoumey
- Djakotomey I
- Djakotomey II
- Gohomey
- Houegamey
- Kinkinhoué
- Kokohoué
- Kpoba
- Sokouhoué

### Villages et quartiers
La commune est également divisée en 59 villages et 13 quartiers de ville.L'actuel maire de la commune est monsieur Ulrich SOKEGBE

## Galerie de photos

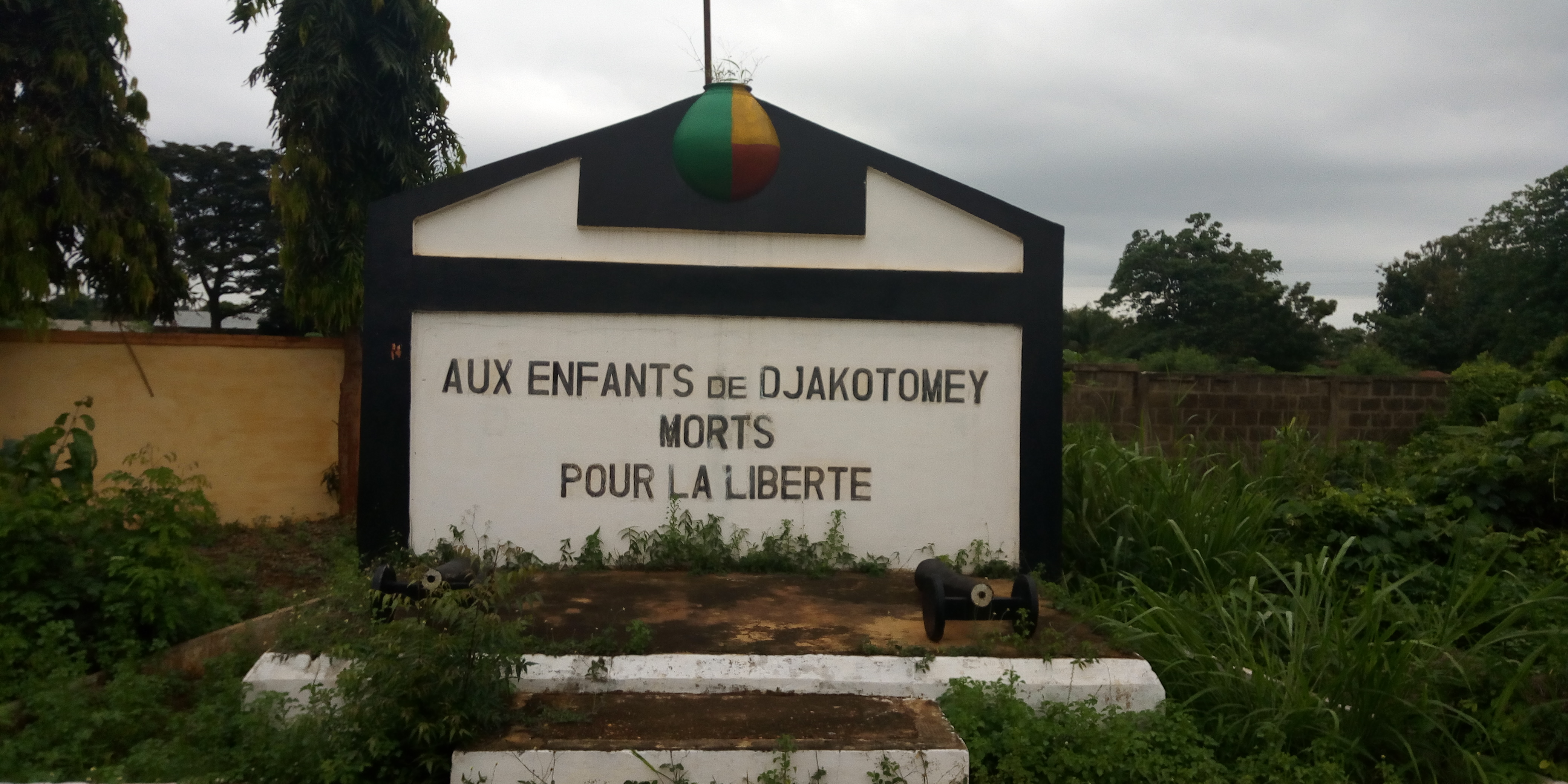
Monument aux morts.
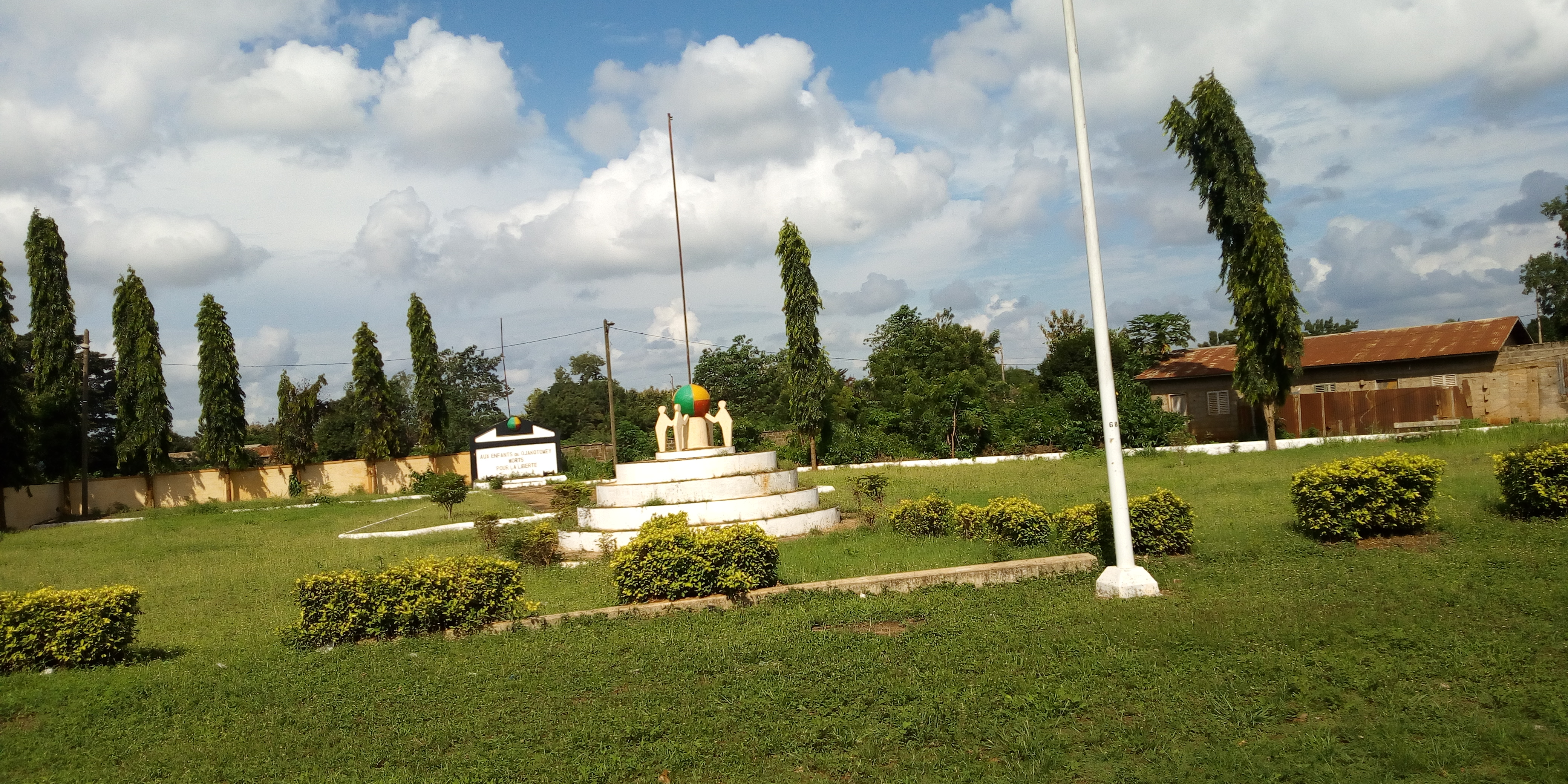
Place publique et monuments aux morts.
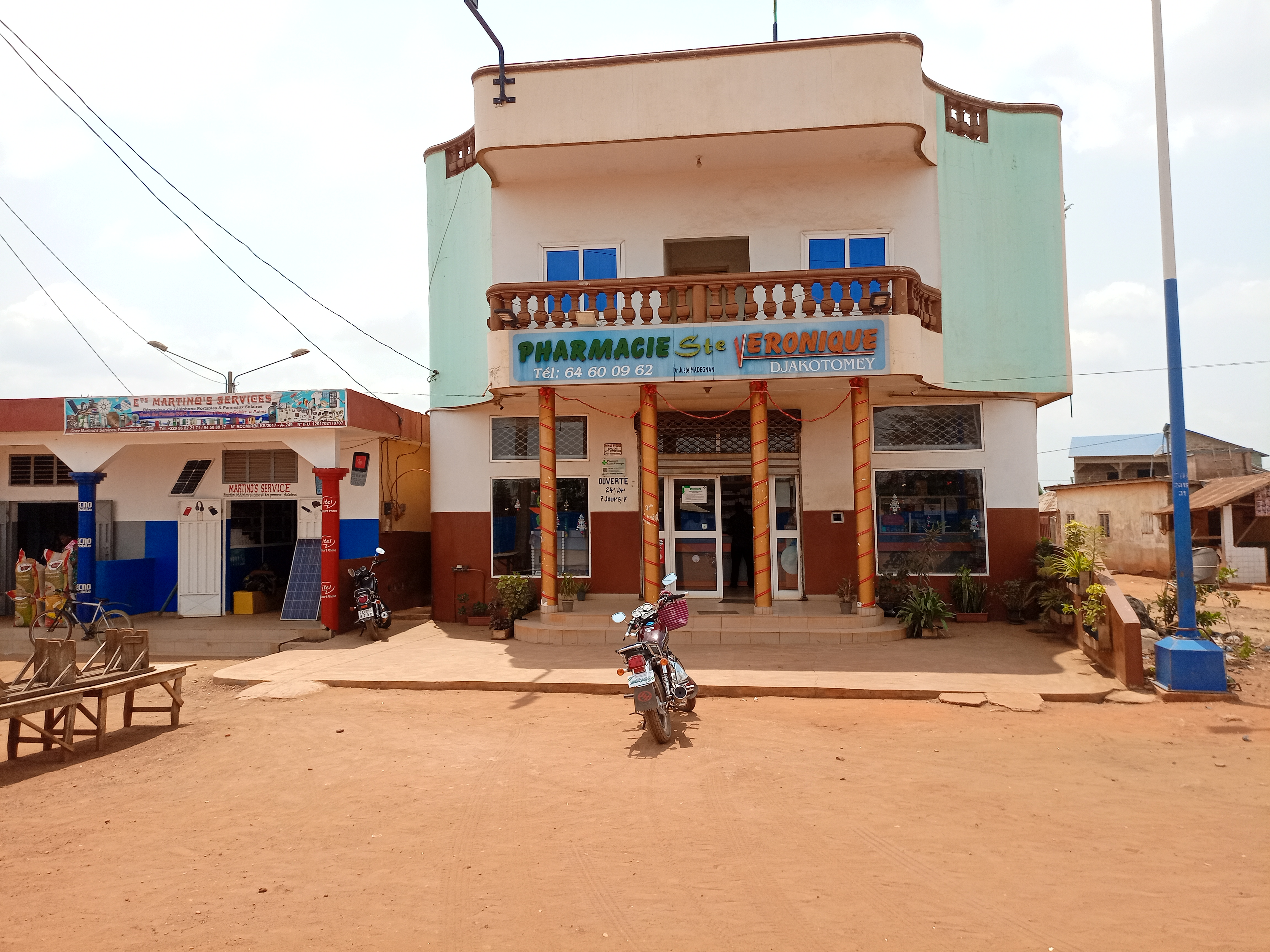
Pharmacie.